# Арнольдас Кулбока
Арнольдас Кулбока (народився 4 січня 1998) — литовський професійний баскетболіст клубу «Прометея» з Латвійсько-Естонської баскетбольної ліги. Його вибрали Шарлотт Горнетс під 55-м номером на драфті НБА 2018 року. Може зіграти на  позиції легкого форварда та важкого форварда.

## Професійна кар'єра

### Жальгіріс-2 (2014–2015)
Кульбока грав у молодіжному складі «Жальгіріс» Каунаса та з резервною командою клубу «Жальгіріс-2». Так і не дебутьвав за основну команду.

### Брозе Бамберг (2015–2017)
У серпні 2015 року Кульбока підписав п'ятирічний контракт з німецькою компанією «Брозе Бамберг». У свій перший рік він бачив ексклюзивні дії в їхніх афілійованих командах у німецькій юнацькій Бундеслізі і у другому німецькому дивізіоні 2. ProA. Він допоміг «Баунаху» завоювати титул чемпіона НББЛ 2016, набираючи в середньому 6,4 очка, а також роблячи 1,5 підбирання в порівнянні з «Баунахом» у грі ProA.
У сезоні 2016–2017 років він покращив свою статистику до 14,7 очка, 4,3 підбирання та 2 передачі за гру за Баунах у змаганнях ProA. 1 травня 2017 року Кульбока дебютував за «Брозе Бамберг» у вищому рівні Баскетбольній Бундеслізі Німеччини з  перемоги над «Сайенс Сіті Єна» (61–74), у якій він записав 13 очок і 5 підбирань. У тому ж році він оголосив про участь у драфті НБА 2017, але 12 червня знявся. 

### Орландіна (2017–2018)
14 липня 2017 року Куболька перейшов на правах оренди в «Орландіна Баскет» з італійської Ліга А. Набираючи в середньому 10,3 очка, 5 підбирань і 1,1 передачі за гру протягом сезону баскетбольної Ліги чемпіонів 2017–2018 ,він був названий найкращим молодим гравцем сезону ліги. 

### Брозе Бамберг (2018–2019)
23 липня 2018 року «Брозе Бамберг» оголосив, що Кульбока повернеться в команду. Провів 17 ігор набиравши у середньому 6,1 очка та робив 1,7 підбирання за гру 

### Більбао (2019–2021)
6 серпня 2019 року Кульбока підписав контракт з іспанським клубом «Більбао Баскет». У своєму першому сезоні в команді він набирав у середньому 8,5 очка та робив 3,6 підбирання за гру. 
12 червня 2020 року Кульбока продовжив контракт на два сезони . Влітку 2021 року він покинув Більбао після отримання пропозиції від «Шарлотт Горнетс».

### Шарлотт Горнетс (2021–2022)
Ближче до кінця сезону 2017–2018 років Кульбока включив своє ім’я на драфт НБА 2018 року будучи одним із лише 11 міжнародних гравців, які заявили про участь у драфті на початку того року. 21 червня 2018 року він був задрафтований «Шарлотт Горнетс» у другому раунді (55-й у загальному заліку). Він представляв «Горнетс» під час Літньої ліги НБА 2018  Під час своєї дебютної гри він набрав 12 очок за 13 хвилин і допоміг своїй команді здобути перемогу над «Оклахома-Сіті Тандер» з рахунком 88–87. Кульбока знову представляв Хорнетс під час Літня ліга НБА Літньої ліги НБА 2019 року. Він провів свою найкращу гру проти чоловічої національної збірної Китаю з баскетболу, набравши 18 очок і зробивши 4 підбирання.
3 серпня 2021 року «Шарлотт Горнетс» підписали з Кулбокою двосторонній контракт на сезон 2021–2022. Згідно з умовами угоди, він розділить час між  «Горнетс» та їх філією Ліга розвитку НБА, «Грінсборо Сворм».
11 грудня 2021 року Кульбока дебютував у складі «Шарлотт Горнетс» під час гри НБА та зіграв 3 хвилини.

### Промітеас  (2022–2023)
5 липня 2022 року Кульбока підписав однорічний контракт із грецьким клубом «Промітеас ».
У 27 матчах  внутрішнього чемпіонату Греції Кульбока в середньому набирав 12,1 очка (44% кидків з 3-очкової лінії) і робив 5,3 підбирання, відіграючи близько 28 хвилин за поєдинок. Крім того, у 20 іграх Єврокубок він набирав у середньому 14,7 очка та робив 5,9 підбирання, граючи близько 31 хвилини за змагання.

### Прометей (2023–до тепер)
21 липня 2023 року Кульбока підписав контракт «Прометеєм» з латвійсько-естонської баскетбольної ліги.

## Кар'єра за збірну
На юнацькому рівні Кульбока кілька разів представляв Литву на міжнародній арені, зокрема на Чемпіонаті Європи ФІБА серед юнаків до 16 років  і Чемпіонаті Європи 2015 серед юнаків до 18 років. Він набирав командний рекорд 15,7 очок за гру на Чемпіонаті Європи FIBA серед юнаків до 18 років у 2016 році, на шляху до срібної медалі. Він також брав участь у збірній Литви на Чемпіонаті світу з баскетболу серед юнаків FIBA 2017 року, набираючи в середньому 13,7 очка за змагання. 
26 лютого 2018 року Кульбока дебютував у складі національної збірної Литви, набравши 9 очок, зробивши 5 підбирань і зробивши 2 результативні передачі, і допоміг розгромити збірну Косова з рахунком 106–50 в Кваліфікації до чемпіонату світу з баскетболу ФІБА.

## Досягнення
- Переможець Кубку Німеччини: 2018-2019.

### Індивідуальні нагороди
- Найкращий молодий гравець Ліги чемпіонів 2017-2018.

- Найкращий молодий гравець  Ліги АБК 2019-2020.